# Silvia Vicenzi
Silvia Vicenzi (San Giovanni in Persiceto, 29 luglio 1983) è una calciatrice italiana, di ruolo portiere.

## Carriera
Silvia Vicenzi si appassiona al calcio fin dalla giovane età decidendo di tesserarsi con la Vigor Pieve, militante nel campionato UISP per poi approdare successivamente nelle giovanili del Bologna facendo il terzo portiere alla squadra militante in serie A. Colleziona convocazioni in nazionale Under 21 del CT Vincenzo Mirra e successivamente nella nazionale maggiore di Pietro Ghedin.
La sua carriera spicca il volo con la Reggiana, plurititolata società di calcio femminile con sede a Reggio Emilia.
Le prestazioni offerte nei campionati giovanili convincono la società a inserirla in rosa nella formazione titolare come secondo portiere dalla stagione 2005-2006, vice della titolare Mimma Fazio. Con la partenza di Fazio, che nell'estate 2008 firma per la Lazio CF, Vicenzi viene promossa titolare, rimanendo con la Reggiana fino alla stagione 2010-2011 quando al suo termine, a causa di problemi finanziari la società decide di non iscriversi nuovamente alla Serie A preferendo ripartire dalla Serie C regionale lasciando libere le proprie atlete. Al termine della stagione 2009-2010 riesce a conquistare la Coppa Italia, inoltre nelle due ultime stagioni viene inserita in rosa anche Sabrina Tasselli come suo secondo, atleta che ritroverà in seguito come compagna di squadra.
Nell'estate 2011 decide quindi di sottoscrivere un contratto con la neopromossa Riviera di Romagna che le offre l'opportunità di rimanere in Serie A come portiere titolare al posto di Annalisa Bagnari passata all'Imola. Colleziona l'ambita convocazione al torneo internazionale a San Paolo in Brasile con la nazionale maggiore.
Nell'estate 2013 ritrova Tasselli che la affiancherà nella difficile stagione 2013-2014, proseguito anche nella successiva.
Nella stagione 2015-2016 approda al Chieti, ambiziosa società abruzzese che con il suo arrivo imbastisce una squadra di esperienza e qualità che le permette di vincere il campionato nazionale di serie B e approdare alla serie A.
Per la stagione 2021-2022 si è trasferita al Ravenna, dopo essere stata nella rosa del Verona nella stagione precedente.

## Palmarès
- Coppa Italia: 1

Reggiana: 2009-2010
- Campionato italiano di Serie B: 2

Chieti: 2015-2016
Empoli: 2017-2018